# 智代アフター ORIGINAL SOUNDTRACK
『智代アフター ORIGINAL SOUNDTRACK』は、Key Sounds Labelから発売されたサウンドトラック。

## 概要
パソコンゲーム『智代アフター 〜It's a Wonderful Life〜』のサウンドトラックで、ゲーム内で使用された主題歌・BGMが収録されている。
『智代アフター 〜It's a Wonderful Life〜』の初回特典に封入されている形態以外では収録されていなかったが、2007年4月27日に一般発売された。

## 収録曲
太字はボーカル曲
1. Light colors
  - 作詞：麻枝准、作曲：折戸伸治、編曲：高瀬一矢、歌：Lia
  - オープニングテーマ。
2. hope
  - 作曲：麻枝准、編曲：清水由紀
3. love song
  - 作曲：麻枝准、編曲：清水由紀
4. dear old home
  - 作曲・編曲：折戸伸治
5. rivulet
  - 作曲・編曲：折戸伸治
6. morning glow
  - 作曲：麻枝准、編曲：井内舞子
7. favorite loop
  - 作曲・編曲：戸越まごめ
8. old summer days
  - 作曲：麻枝准、編曲：井内舞子
9. harmony
  - 作曲・編曲：折戸伸治
10. worth living
  - 作曲・編曲：戸越まごめ
11. young lust
  - 作曲・編曲：折戸伸治
12. dear old home -piano-
  - 作曲・編曲：折戸伸治
13. memories
  - 作曲：麻枝准、編曲：井内舞子
14. love song -piano-
  - 作曲：麻枝准、編曲：清水由紀
15. harmony with sorrow
  - 作曲・編曲：折戸伸治
16. Life is like a Melody
  - 作詞・作曲：麻枝准、編曲：戸越まごめ、歌：Lia
  - エンディングテーマ。
17. battle tune
  - 作曲・編曲：折戸伸治
18. destroyer
  - 作曲・編曲：折戸伸治
19. resonator
  - 作曲・編曲：折戸伸治
20. Light colors -short ver.- 
  - 作詞：麻枝准、作曲：折戸伸治、編曲：高瀬一矢、歌：Lia
21. Life is like a Melody -short ver.- 
  - 作詞・作曲：麻枝准、編曲：戸越まごめ、歌：Lia